# Pallenoides magnicollis
Pallenoides magnicollis är en havsspindelart som beskrevs av Stock, J.H. 1951. Pallenoides magnicollis ingår i släktet Pallenoides och familjen Callipallenidae. Inga underarter finns listade i Catalogue of Life.